# Prestige (bière)
Pour les articles homonymes, voir Prestige.
 (octobre 2020).
Si vous disposez d'ouvrages ou d'articles de référence ou si vous connaissez des sites web de qualité traitant du thème abordé ici, merci de compléter l'article en donnant les références utiles à sa vérifiabilité et en les liant à la section « Notes et références ».
Prestige est une marque de bière blonde de type lager produite à Port-au-Prince, Haïti par la Brasserie Nationale d'Haïti (Brana).

## Historique
En 1976, un peu plus de deux ans après la création de la Brana, son fondateur, Michael Madsen, lance une bière légère sur le marché haïtien.
En 2000, elle gagne la médaille d'or au World Beer Cup dans sa catégorie bière blonde allemande American-Style.
En 2005, Prestige commence à être exportée vers les États-Unis. En juin 2012, à San Diego (Californie), elle remporte le prix « Gold » dans la catégorie des bières « American-Style Cream ou Ale » parmi 23 bières en compétition dans cette catégorie.
Prestige demeure la première et seule bière haïtienne, avec 98 % de part du marché local[réf. souhaitée].

## Description et caractéristiques
La bière titre à 5,6 % volume alcoolique, dans des bouteilles de 34,1 cl (12. oz) ou de 50 cl.
L'étiquette des bouteilles précise : « Prestige est une bière profondément enracinée dans le patrimoine haïtien. C'est le témoignage d'une culture riche, un symbole d'unité et de progrès. Prestige nous offre une perspective optimiste de la vie remplie de couleurs, de rires et d'énergie positive ».

## Distinctions
Prestige obtient la médaille d'or en 2000 et 2012 dans sa catégorie « Bière blonde allemande American-Style ».